# Santana (São Tomé und Príncipe)
Santana ist eine Stadt in São Tomé und Príncipe und Hauptstadt des Distriktes Cantagalo.

## Lage
Die Stadt liegt am östlichen Ufer der Insel São Tomé und ist rund 10 Kilometer von der Hauptstadt São Tomé entfernt.

## Bevölkerung
Santana hat 7798 Einwohner (Berechnung 2006).
Bevölkerungsentwicklung:
| Jahr              | Einwohner |
| ----------------- | --------- |
| 1991 (Zensus)     | 6190      |
| 2006 (Berechnung) | 7798      |

## Persönlichkeiten
- Conceição Lima  (* 1961), Lyrikerin und Journalistin